# 青山義典
青山 義典（あおやま よしのり、1967年10月17日 - ）は、日本の俳優。劇団ひまわり所属。岐阜県岐阜市出身。身長170cm。血液型AB型。
特技は少林寺拳法(四段)、殺陣(殺陣師の林邦史朗に師事)、柔道(初段)、水泳、ジャズダンス。

## 略歴
岐阜市立芥見小学校、岐阜市立藍川中学校、岐阜県立岐阜北高等学校を経て、1990年に南山大学 経営学部情報管理学科（現、情報理工学部）卒業。
大学時代は少林寺拳法部に所属し副主将を務める。現在、少林寺拳法四段。
1990年 富士通株式会社入社。システムエンジニア職を経て、1996年にデジタルハリウッドで3DCGを学び、デジタルコンテンツを扱う部門に異動を希望し、3DCGクリエーターとなる。1999年ニフティ株式会社に出向(2003年に転籍)。
2000年に劇団ひまわり俳優養成所入所。会社員と俳優の二足の草鞋。2004年9月にニフティ株式会社退職。

## 出演

### 舞台
- ストレンジャー・フォー・クリスマス（2000年／シアター代官山）デール役
- ACT Lab.第3回公演「Hang on！ やっぱり俺かよ」（2001年／ザ・ポケット）林(リン)役
- オペラ『カルメン』（2002年／新国立劇場）闘牛士・兵士役
- ミュージカル「家なき子」（2003年／栗田芳宏：演出／世田谷パブリックシアター）警官・裁判官役　他
- S.H THE MOVIE Vol.1「はるか荘」（2005年／江古田ストアハウス）大塚役
- ACT Lab.第6回公演　「Family Business 〜最後の挑戦？〜」（2005年／萬スタジオ(現：萬劇場)）小山田繁役
- ミュージカル「家なき子」（2006年／栗田芳宏：演出／東京芸術劇場）裁判官役　他
- イエロー・レーベル第2回公演「元禄演舞 忠臣蔵」（2007年／シアター代官山）不破数右衛門役
- アンネ・フランク生誕80周年記念「アンネ(『アンネの日記』より)」（2009年／シアター代官山）ナチス兵・紳士役　他
- シアターカンパニーSmash第1回公演「カラフル」（2010年／シアター代官山）父役　他
- 劇団ひまわり創立60周年記念公演　きらめくいのち三部作第一弾『アンネ』（2011年／シアター代官山）ナチス兵・紳士役　他
- 劇団ひまわり創立60周年記念公演　きらめくいのち三部作第二弾「カラフル」（2011年／シアター代官山）ひろかの愛人・電車乗客役
- 劇団ひまわり創立60周年記念公演　きらめくいのち三部作第三弾「蒼い妖精とピノッキオ」（2012年／あうるすぽっと）ドールを買う紳士役　他
- 『アンネ』（2012年／船橋市民文化ホール／プラザイースト(さいたま市)）ナチス兵・紳士役　他
- 「カラフル」（2013年／プラザイースト(さいたま市)／船橋市民文化ホール）ひろかの愛人・医者・電車乗客役
- X-Ploler第1回公演　ミュージカル「POST」（2013年／シアター代官山）アナウンサー役 他
- ミュージカル「POST」（2014年／プラザイースト(さいたま市)／船橋市民文化ホール）アナウンサー役 他
- 『アンネ』（2014年／シアター代官山）ナチス兵・紳士役　他
- 東京カンカンブラザーズ vol.10「Grooming Beauty 〜姫と王子と不思議なお城〜」（2015年／中野ザ・ポケット）執事 柿ノ木役
- 東京カンカンブラザーズ vol.13「トビウオの翼」（2017年／中野ザ・ポケット）
- 演劇集団SMILE JACK 第三回本公演「ストーブがすっ飛ぶ！！！」（2017年／Geki 地下Liberty）
- 東京カンカンブラザーズ vol.16「ブギーな月夜 2018」（2018年／テアトルBONBON）
- 演劇集団SMILE JACK 第四回本公演「た〜まや〜」（2019年／上野ストアハウス）

### テレビドラマ
- NHK大河ドラマ（NHK）
  - 北条時宗（2001年）
  - 利家とまつ〜加賀百万石物語〜（2002年）
  - 武蔵 MUSASHI （2003年）第10回（妻を拐かされる男役／斬られ役レギュラー）
  - 新選組! （2004年）第20回（森田屋手代役）
  - 義経 （2005年）第10回（家臣役）
  - 功名が辻 （2006年）第47回・第48回（検地技師役）
  - 風林火山（2007年）
  - 篤姫 （2008年）
  - 天地人 （2009年）
  - 龍馬伝（2010年）
  - 江〜姫たちの戦国〜 （2011年）第6回（江姫警護兵役）・第35回（京極高次家臣役）・毛利勝永役
  - 平清盛 （2012年）
  - 八重の桜 （2013年）第9回・第11回（会津藩士役）
  - 軍師官兵衛（2014年）
  - 花燃ゆ（2015年）第37回（木戸孝允の家臣役）
  - おんな城主 直虎（2017年）第26話 今川家臣役
  - 光る君へ（2024年）第7話 源忠清役
- スーパー戦隊シリーズ「爆竜戦隊アバレンジャー」　第4話（パパ役）　（2003年、テレビ朝日）
- 連続テレビ小説 ファイト 第11週（木戸優に見送られる親子・パパ役）（2005年、NHKテレビ）
- 松本清張ドラマスペシャル 波の塔（2006年、TBSテレビ）
- 土曜ドラマ ハゲタカ 第5話（2007年、NHK） - 記者 役
- NHKスペシャル 未解決事件 File.05 ロッキード事件（2016年、NHK） - 記者 役
- わたしを離さないで 第9話（2016年、TBS） - ピザ店店長 役
- IQ246〜華麗なる事件簿〜 第6話（2016年、TBS） - 弁護士 役
- 終戦71年スペシャル「オバマ大統領の折り鶴」（2016年、TBS） 再現ドラマ「禎子の千羽鶴」 - 医者 役
- HOPE〜期待ゼロの新入社員〜 第6話（2016年、フジテレビ） - 会社役員 役
- A LIFE〜愛しき人〜 第9話（2017年、TBS） - 麻酔科医 役
- マジで航海してます。 第1話・第5話（2017年、TBS） - 坂本真鈴の父 役
- アイドル×戦士 ミラクルちゅーんず! 第31話（2017年、テレビ東京） - ネガティブダンスを踊らされる研究員 役
- 家族の旅路（2018年、フジテレビ） 第2話 刑事役
- 孤独のグルメ Season7 第12話 （2018年6月30日、テレビ東京）  - 常連客 役
- 義母と娘のブルース 第5話（2018年、TBS） - プレゼンター 役
- 集団左遷!! 第3話（2019年、TBS） - 医者 役
- Dr.アシュラ 第3話（2025年4月30日、フジテレビ）

### 配信ドラマ
- Hulu U35クリエイターズ・チャレンジ「速水早苗は一足遅い」（2022年2月、Hulu）

### バラエティ
- 全力クイズ　ヨコハマ謎解き捜査網！（2015年、NHK総合） 8月18日放送 侍役
- いきつけ（2016年、BSフジ） #216 「ドント・ディスターブ」 客役
- 踊る!さんま御殿!!（2017年、日本テレビ）8月29日放送 再現VTR内
- バナナ♪ゼロミュージック（2018年、NHK総合） 2月3日放送 ゴールデンボンバー新曲間違いクイズコーナー　部長役

### 映画
- 『踊る大捜査線 THE MOVIE 2 レインボーブリッジを封鎖せよ!』（2003年、東宝）

### CF
- トステム住研グループ（現・LIXIL住宅研究所）フィアスホーム「家庭の空気」編　（2010年）
- 東北楽天ゴールデンイーグルス Facebook 公式 (rakuteneagles.official) - Facebook 「東北楽天ゴールデンイーグルスの秘密 其の1」編　（2015年）
- JAL 浪漫旅行2018 奄美大島 「旅立ち」篇] （2018年） 父役
- WebCM マッチングアプリ「Tantan」（2020年）

### PV
- DROP DOLL 2ndシングル「Little deep love song」特典PV　父親役　（2018年）